# Ulica Legionów w Kaliszu
Ulica Legionów – ulica w Kaliszu o długości 1,05 km, jedna z ważniejszych arterii miasta. Przebiega przez osiedla Czaszki i Adama Asnyka.
W okresie PRL ulica nosiła imię działacza komunistycznego, Mariana Buczka. Nazwę na Legionów zmieniono w połowie 1990.

## Ważniejsze obiekty
- Zespół Szkół Ekonomicznych, nr 6
- skwer im. Gustawa Arnolda Fibigera
- skwer Inwalidów Wojennych
- willa z 1925 – biblioteka główna Miejskiej Biblioteki Publicznej im. Adama Asnyka, nr 66

## Komunikacja miejska
Ulicą Legionów kursuje łącznie osiem linii Kaliskich Linii Autobusowych. Przy ulicy znajdują się cztery przystanki autobusowe.